# یوجی کاساما
یوجی کاساما (انگلیسی: Yuji Kasama؛ زادهٔ ۲ ژوئیهٔ ۱۹۵۹) بازیکن والیبال اهل ژاپن بود.